# Xylocopa torrida
Xylocopa torrida är en biart som först beskrevs av John Obadiah Westwood 1838.  Xylocopa torrida ingår i släktet snickarbin, och familjen långtungebin.

## Underarter
Arten delas in i följande underarter:
- X. t. torrida
- X. t. gramineipennis